# Alto Paraíso (Rondônia)
Alto Paraíso é um município brasileiro do estado de Rondônia.

## História
A cidade que se originou do Núcleo Urbano de Apoio Rural Marechal Dutra, um dos projetos de assentamento de colonos do Incra.
O nome Alto Paraíso deve-se ao deslumbramento dos colonos ante a beleza da pujante floresta descortinada do topo de uma elevação de relevo do terreno, associando essa paisagem à ideia do que teria sido o éden dos primórdios da humanidade. "do alto, é comparável ao Paraíso."
Foi elevado à categoria de município e distrito com a denominação Alto Paraíso, pela Lei n.º 375, de 13-02-1992, desmembrado do município de Ariquemes.

## Formação Administrativa
Elevado à categoria de município e distrito com a denominação Alto Paraíso, pela Lei n.º 375, de 13-02-1992, desmembrado do município de Ariquemes. Sede no atual distrito de Alto Paraíso (ex-localidade). Constituído do distrito sede. Instalado em 01-01-1993.
Em divisão territorial datada de 2001, o município é constituído do distrito sede.
Assim permanecendo em divisão territorial datada de 2007.

## Economia

### Trabalho e Rendimento
Em 2021, o salário médio mensal era de 2 salários mínimos. A proporção de pessoas ocupadas em relação à população total era de 7.19%. Na comparação com os outros municípios do estado, ocupava as posições 15 de 52 e 48 de 52, respectivamente. Já na comparação com cidades do país todo, ficava na posição 2168 de 5570 e 4693 de 5570, respectivamente. Considerando domicílios com rendimentos mensais de até meio salário mínimo por pessoa, tinha 41.6% da população nessas condições, o que o colocava na posição 26 de 52 dentre as cidades do estado e na posição 2529 de 5570 dentre as cidades do Brasil.

## Saúde
A taxa de mortalidade infantil média na cidade é de 4.59 para 1.000 nascidos vivos. As internações devido a diarreias são de 2.1 para cada 1.000 habitantes. Comparado com todos os municípios do estado, fica nas posições 44 de 52 e 21 de 52, respectivamente. Quando comparado a cidades do Brasil todo, essas posições são de 3832 de 5570 e 1485 de 5570, respectivamente.

## Turismo

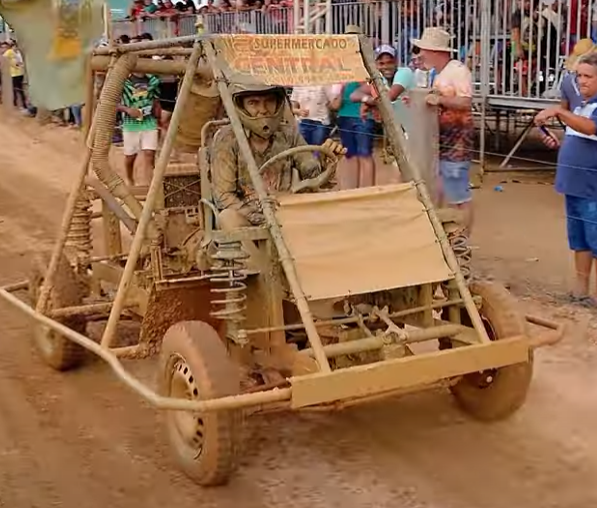
Corrida de Jericós

Em Alto Paraíso, um dos Principais eventos turisticos, é a Corrida de Jericos, uma corrida feita com Automóveis de Fabricação Caseira, a Corrida Acontece no jericódromo, em uma pista uliginosa, tendo participação de vários competidores, e tradicionalmente até o Prefeito do Município participa como competidor.
Também houve o retorno da Feira de Exposição Agropecuária, no ano de 2023, o Evento teve o nome de ExpoAlto e foi denominado como 1° Edição.
O Município também conta com pontos Turísticos como a Igreja Nossa Senhora Aparecida, localizada ao final da reta da Av. Tancredo Neves, a Igreja é conhecida pela sua Romaria, feita anualmente no dia 12 de Outubro, em Comemoração ao dia de Nossa Senhora de Aparecida, seu diferencial é uma escadaria que dá acesso a igreja, a escadaria conta com mais de 130 degraus atualmente.

Alto Paraíso Também usufrui de várias belezas naturais, incluindo Cachoeiras, Nascentes, e Lagoas, mas muitas sendo de Propriedade Privada.